# 阿爾法當加烏帕齊拉
阿爾法當加乌帕齐拉是孟加拉国福里德布爾縣的一个乌帕齐拉，位於達卡专区的福里德布爾縣。。

## 人口
據1991年孟加拉國人口普查，阿爾法當加共有戶數16,579戶，人口90873人。其中男性佔比49.83%，女性佔比50.17%；成年人口43,335人。該地7歲以上人口之平均識字率為32.5%，高於全國平均值（32.4%）。